# За мечтой (альбом)
За мечтой — 12-й студийный и 7-й русскоязычный альбом украинской певицы Ани Лорак. Релиз состоялся 10 октября 2019 года под руководством лейбла Warner Music Russia. Предзаказ альбома был открыт 26 сентября в iTunes. В него вошло 10 треков, 4 из которых уже были выпущены ранее. Синглы «Новый бывший» (2017) и «Сумасшедшая» (2018) не вошли в финальный трек-лист.
Альбом был записан и спродюсирован в составе новой команды 90210.Group, которую Лорак неоднократно упоминала в подписях к фотографиям релизов песен «Сон», «Я тебя ждала» и «Я в любви» на своей страничке в Instagram. Он имеет абсолютно новое звучание, категорически отличающееся от того материала, который ранее выпускала певица. Большая часть альбома записана в жанре лёгкого Поп-Дип звучания, с преобладающими нотками Электроники. В аранжировках отчётливо слышны струнные, синтезаторные и фортепианные семплы.

## Об альбоме
Работу над новым альбомом Лорак начала в феврале 2019 года, о чём сообщила на своей официальной страничке в Instagram. Однако, учитываю тот факт, что песни «Сон» и «Я тебя ждала», которые уже были выпущены на тот момент имели новое звучание и были схожи по стилистике, можно было предположить, что первые задумки Лорак о новом альбоме начались ещё в 2018 году.
19 сентября 2019 года, на своей страничке в Instagram Лорак опубликовала гифку с подписью под ней: «26/09/2019». В самой же гифке были те же цифры и 2 подписи: «ANI LORAK и NEW RELEASE».
22 сентября, в своём Instagram, Лорак выложила фотографию с подписью «Мы нарушаем тишину любовью. До премьеры осталось 4 дня! Ждёте?» и дополнила хэш-тегами: #МыНарушаем и #Backstage, тем самым раскрыв название новой песни — «Мы нарушаем».
25 сентября, так же, на своей страничке в Instagram, Лорак выложила небольшое видео с фотосессии, где можно было услышать отрывок песни «Мы нарушаем». Подпись к фото гласила о том, что премьера трека состоится 26 сентября, но это ещё не всё… Она так же сообщила, что всех ожидает ещё один БОЛЬШОЙ сюрприз. Разумеется, большинство поклонников догадались, что этим самым сюрпризом будет информация, связанная с альбомом.
26 сентября, за день до своего дня рождения, Лорак опубликовала в Instagram обложку нового альбома и дату его релиза, который получил название За мечтой. Так же, стал доступен пред-заказ в iTunes и открылся трек «Мы нарушаем». Данную фотографию с обложкой альбома Лорак сопроводила обширной подписью:
Новый альбом. #ЗаМечтой. Дни и ночи проведённые на студии, написание музыки, текстов, непрерывный поиск желаемого звучания.. Я с радостью поделюсь с вами всем, что чувствую. 10 октября. Альбом уже доступен к предзаказу в Apple Music и iTunes. А главное, прямо сейчас вы можете послушать первый сингл #МыНарушаем на всех площадках. Это очень знаковая песня, она была написана одной из первых. И теперь, она открывает альбом #ЗаМечтой. Полетели!Ани Лорак об альбоме
Музыкальный журналист и критик Алексей Мажаев из InterMedia дал альбому свою рецензию и оценку 7 из 10:
За три года, прошедшие с выхода предыдущего альбома Ани Лорак Разве ты любил (2016), в жизни певицы многое изменилось. Она развелась с мужем, поменяла творческую команду и провела сезон в кресле наставника российского телешоу «Голос». В этом перечне наиболее интригующим казались музыкальные изменения, тем более что описание свежей пластинки обещало «абсолютно новое звучание, категорически отличающееся от того материала, который ранее выпускала Ани Лорак». Да неужели? Все самые яркие песни голосистой артистки были связаны с пронзительными драматичными припевами, и Лорак не спешила демонстрировать какую-то другую эмоциональную манеру. Хитов у неё и так было достаточно, другое дело, что слушать подряд на альбоме дюжину минимально отличающихся друг от друга взволнованных историй становилось серьёзным испытанием даже для поклонников Ани. Тут бы пригодились всякие нюансы звучания и лёгкие эксперименты со стилем, однако певица на них не шла. Но, видимо, перед новым альбомом перемены всё-таки назрели.
- Сегодня мне как никогда хочется делиться всем, что я чувствую, - написала артистка в инстаграме перед выходом пластинки. - Очень хочу, чтобы вы ощущали легкость и счастье, слушая мои песни. Знаю точно, что музыка – именно то лекарство, которое способно исцелять, давать человеку силы и надежду.
Хотя эти фразы довольно абстрактны и вполне банальны, в них тоже можно проследить изменения в посыле новых песен Лорак. Вместо громогласных трагедий на диске «За мечтой» появились нежные лирические песни, и некоторые из них можно даже с натяжкой назвать тихими. В звучании и манере исполнения с первых треков «Мы нарушаем» и «Небо» можно заметить позитивное влияние R'n'B: Ани Лорак уже не пытается вокально концентрироваться на каждой ноте, а пробует себя в более расслабленной подаче. Так, припев «Мы нарушаем» легко представить и в старых пластинках артистки, но там бы она его пела раза в два громче. А в «Небе», «Я там, где ты» и «Обещаю» Ани вообще обходится без вокальных атак, небезуспешно совмещая в голосе мощь и нежность. Конечно, совсем без пронзительных баллад обойтись на альбоме не удалось, и консервативные поклонники творчества певицы должны отметить для себя треки «Я тебя ждала» и «Я в любви». Но, как ни удивительно, песни в привычной манере на диске оказались в меньшинстве, а в остальных композициях Ани Лорак показала себя разносторонней вокалисткой, явно находящейся в гармонии с окружающим миром.

Рецензенту, впрочем, этого мало. Ну конечно, она может петь по-разному, кто бы сомневался. Но есть ли среди новых и не совсем привычных по стилистике песен хиты, с которыми Ани Лорак будет ассоциироваться лет через пять? Признаться, обнаружить таковые не удалось: музыкальный материал оказался качественным, но чрезвычайно ровным. Даже непонятно, какие из песен могли бы стать успешными радиосинглами. Впрочем, менеджмент может пойти и другим путём: сначала радиоротации, а потом слушатели поверят, что это хит, а не просто очень знакомая песня.Алексей Мажаев об альбоме «За мечтой»

## Синглы
В поддержку альбома было выпущено 5 официальных синглов и 1 промосингл. Информация о них представлена ниже.
- Сон — первый официальный сингл в поддержку альбома. Релиз трека состоялся 18 октября 2018 года. Песня стала первой композицией певицы, выпущенной под руководством лейбла Warner Music Russia.[9] Премьера видеоклипа состоялась 29 ноября 2018 года. Режиссёром клипа выступил Станислав Морозов. Видео получилось очень красочное, волшебное и фэнтезийное (в духе ранних работ Алана Бадоева).[10]

Первые намёки на скорый выход новой песни появились на страничке в Instagram певицы. Лорак выложила загадочное мини-видео с подписью: «Я сделаю признание…18 октября…», в котором можно было услышать небольшой отрывок инструментала песни и увидеть цифры «18/10». На своей страничке, Лорак выкладывала ещё несколько мини-видео, с отрывками инструментала песни и вот, в конечном итоге, 18 октября 2018 года состоялся официальный релиз трека. Фото с обложкой сингла и отрывком из него Лорак сопроводила подписью: «СОН. Music by @90210.group», тем самым дав понять, что вся последующая музыка будет написана данной группой. C точки зрения поэзии, эта песня — тревожная история о женской интуиции, полная метафор и таинственных намеков, а с музыкальной стороны — совершенно новое для певицы звучание, сотканное из R’n’B ритмов и выразительной поп-музыки. Глубокий и чувственный голос певицы накладывается на фирменный саунд-команды 90210.Group, использующей все актуальные музыкальные тренды, что делает трек очень лондонским. Иная подача музыкального материала и аранжировок, стилевой подход с акцентами гипноритма в начале каждого нового куплета песни — эксперимент и для самой певицы:
Для меня эта композиция – некий эксперимент, ведь мы впервые сотрудничаем с новой командой. Я долго работала в студии, но это того стоило, чтобы сейчас вы услышали «Сон» именно в такой подаче.Ани Лорак о песне «Сон»
- Я тебя ждала — второй официальный сингл в поддержку альбома. Релиз трека состоялся 16 апреля 2019 года.[14] Премьера видеоклипа состоялась одновременно с релизом трека. Режиссёром клипа выступила Катя Царик. В основе видео — символизм. Пространство, в котором находится певица символизирует её внутренний мир. Героиня как будто обращается к человеку, которому ещё не было сказано всё. Световые лучи выстроены как элементы некого пути по которому идёт артистка. Это история, рассказанная символами, а эмоции передаёт свет.[15]

Данная песня — это новая история от Ани Лорак. Очень личная, очень искренняя. Она о сильной женщине. О женщине, умеющей любить, раскрываться разными красками, отпускать, благодарить. О женщине, способной прощать и идти вперед. Новая авторская песня певицы звучит в модном ритме этой весны. Каждый бит в душу, каждое слово в сердце. Здесь нет декораций, здесь есть оголённые чувства, которые возможно передать только музыкой. Созданный совместно с талантливой командой 90210.Group трек превратился в глубоко эмоциональную работу от Ани Лорак. Этой работой певица ознаменует новый этап своей жизни, словно была жизнь до и после.
Прошло не мало времени с того момента, когда я в последний раз писала музыку. И сегодня наступил тот день, когда я вновь слышу в себе мелодии и снова пишу. Моя музыка звучит с новыми красками, словно сама жизнь повлияла на это. Я дарю всем своим поклонникам эту честную песню «Я тебя ждала», в которой каждая нота от сердца. Сначала была музыка. Я работала на студии, услышала бит и стала напевать разные мелодии. Очень быстро появилась фраза "Я тебя ждала", а уже потом были куплеты. Давались они не просто! Мы переделывали их много раз, но я довольна результатом работы, которую мы создавали больше шести месяцев.Ани Лорак о песне «Я тебя ждала»
- Мы нарушаем — третий официальный сингл в поддержку альбома. Релиз трека состоялся состоялся 26 сентября 2019 года, вместе с пред-заказом альбома.[17] Данная композиция открывает альбом. Песня получилась в умеренном темпе, в стилистике более глубокого Поп-Дип звучания, сопровождающаяся на заднем плане тихими нотками Электроники, синтезаторными и струнными семплами. Премьера видеоклипа состоялась 4 декабря 2019 года.[18] Съёмки клипа проходили в Сицилии. Режиссёром выступил Алан Бадоев.
- Я бы летала — четвёртый официальный сингл в поддержку альбома. В качестве сингла песня была представлена 3 марта 2020 года. В этот же день состоялась премьера видеоклипа. Съёмки прошли в Сицилии, а режиссёром в очередной раз выступил Алан Бадоев.
- Обещаю — пятый официальный сингл в поддержку альбома. В качестве сингла песня была представлена 19 марта 2020 года. В этот же день состоялась премьера видеоклипа, а режиссёром выступил Радислав Лукин. Данный трек является единственной лирической композицией в альбоме, более похожей на то, что Лорак выпускала ранее.

### Промосинглы
Я в любви — первый промосингл в поддержку данного альбома. Релиз трека состоялся состоялся 25 июня 2019 года. Песня получилась нежной, спокойной и летней, в стилистике слабого Поп-Дип звучания с гитарными семплами. Видеоклипа на данную композицию нет.

## Список композиций
Информация об авторах песен взята из сведений к каждой песни со Spotify.
| №                   | Название             | Автор(ы)                                                           | Длительность |
| ------------------- | -------------------- | ------------------------------------------------------------------ | ------------ |
| 1.                  | «Мы нарушаем»        | Глеб Чёрный • Каролина Куёк                                        | 3:50         |
| 2.                  | «Небо»               | Дэвид Матуа • Каролина Куёк • Владислав Ханеский                   | 3:03         |
| 3.                  | «Я тебя ждала»       | Каролина Куёк                                                      | 3:26         |
| 4.                  | «Запомни эту любовь» | Евгений Лишафай • Каролина Куёк                                    | 3:19         |
| 5.                  | «Я там, где ты»      | Глеб Чёрный • Каролина Куёк                                        | 2:40         |
| 6.                  | «Я бы летала»        | Глеб Чёрный • Каролина Куёк                                        | 2:52         |
| 7.                  | «За мечтой»          | Глеб Чёрный • Каролина Куёк                                        | 3:08         |
| 8.                  | «Сон»                | А. Леман • Егор Глеб • Евгений Лишафай • Каролина Куёк • В. Мятлев | 2:58         |
| 9.                  | «Обещаю»             | Евгений Лишафай • Татьяна Решетняк                                 | 2:56         |
| 10.                 | «Я в любви»          | К.Г. Горшунов • Каролина Куёк                                      | 3:02         |
| Общая длительность: | Общая длительность:  | Общая длительность:                                                | 29:14        |

## Видеоклипы
1. «Сон» — режиссёр Станислав Морозов.
2. «Я тебя ждала» — режиссёр Катя Царик.
3. «Мы нарушаем» — режиссёр Алан Бадоев.
4. «Я бы летала» — режиссёр Алан Бадоев.
5. «Обещаю» — режиссёр Радислав Лукин.